# All Time Low Live EP (Itunes Exclusive)
All Time Low Live EP är en live-EP av All Time Low som släpptes genom Itunes Store 17 november 2009.

## Låtlista
1. Weightless (Live) (3:25)
2. Stella (Live) (3:05)
3. Break Your Little Heart (Live) (2:47)
4. Damned If I Do Ya (Damned If I Don't) (Live) (3:01)
5. Lost In Stereo (Live) (3:26)
6. Dear Maria, Count Me In (Live) (3:17)